# Michele Ebeling
Michele Ebeling (Comacchio, 3 gennaio 1999) è un cestista italiano, di ruolo ala.
È figlio dell'ex cestista statunitense John Ebeling.

## Palmarès
- Coppa Italia LNP: 1

APU Udinese: 2022
- Coppa Italia: 1

Napoli Basket: 2024